# Liparophyllum violifolium
Liparophyllum violifolium är en vattenklöverväxtart som först beskrevs av Ferdinand von Mueller, och fick sitt nu gällande namn av Tippery och Les. Liparophyllum violifolium ingår i släktet Liparophyllum och familjen vattenklöverväxter. Inga underarter finns listade i Catalogue of Life.